# David Drummond
David Drummond, född 1593 i Skottland, död 1638 i Markgrevskapet Brandenburg, var en svensk general och kommendant av skotskt ursprung.

## Biografi
David Drummond var son till en skotsk adelsman med samma namn, erhöll sin första militära utbildning i utländsk tjänst innan han senast 1617 trädde i svensk tjänst som löjtnant vid Livgardet. Från 1619 var han kapten vid Östgötska landsregementet och från 1621 vid Arvid Håkansson Hands regemente, med vilket han deltog i Rigas belägring och höstfälttåget i Kurland samma år. Vid nyåret 1622 förflyttades han till Johan Baners nyuppsatta regemente som överstevaktmästare och ingick i den armé med vilken Gustav II Adolf opererade mot Mitau. Kort därefter följde han med regementet till Östergötland. När Patrick Ruthvens småländska regemente 1623 överfördes till Livland blev befordrad till överstelöjtnant och satt att i Ruthvens frånvaro föra befälet över regementet. 1627 blev han överste och chef för samma regemente som då fått namnet Kalmar regemente. Under fälttåget 1627 var han en tid kommendant i Pillau, och upphöjdes samma år till riddare. Svåra förluster genom sjukdom tvingade honom under hösten att återvända till Kalmar för att förstärka sitt regemente, vilket ställde till problem, och först sommaren 1628 kunde regementet återvända till Elbing, varvid regementet förlades till Marienburg och Dirschau. Efter stilleståndet i Altmark återsändes Drummond till Sverige där han blev kommendant på Kalmar slott. Under denna tid hade han i uppdrag att upprätthålla korrespondensen mellan Gustav II Adolf och Johan Kasimir av Pfalz-Zweibrücken.
Vid Sveriges inträde i Trettioåriga kriget kvarstannade hans regemente i Kalmar. I september 1630 hemförlovades trupperna men inkallades åter i maj 1631 varpå de under Drummonds ledning överfördes till Pommern. David Drummond framförde för kungen sin önska att delta i de rörliga operationerna, men i stället stationerades han i Stettin som kommendant, en post han innehade till 1634. I slutet av 1631 fick han i uppgift att sätta upp ett värvat tyskt infanteriregemente, vilket beredde svårigheter, men hösten 1632 var regementet färdiguppsatt. Våren 1634 befordrades David Drummond till generalmajor, och deltog senare under året i Johan Banérs fälttåg. Han ledde i juni förhandlingarna som tvingade fästningen Krossen att kapitulera. 1635 var han en tid kommendant i Erfurt och fick motstå hårda angrepp från sachsiska trupper. Under slutet av året var han placerad i Stettin. I början av 1636 deltog han i Banérs och Herman Wrangels försvar mot Matthias Gallas anfall. Efter erövringen av Gartz 1637 blev han kommendant där. När staden överrumplades av brandenburgska trupper 22 februari 1638 blev dock David Drummond sårad och tillfångatagen. Han fördes först till Kustrin, men därefter till Spandau, varifrån han 12 mars 1638 skickade ett brev till Axel Oxenstierna. Drummond avled troligen kort därefter, senast 24 maj var han död. Hans kropp hemfördes till Sverige och begravdes i Riddarholmskyrkan.
Daniel Drummond erhöll 1619 Slevringe som militärboställe, och förlänades 1631 samma hemman som säteri. Det innehades efter hans död av hans änka Cecilia Spens, men indrogs vid hennes död 1645 till kronan.

### Familj
Drummond var gift med Cecilia Spens, dotter av ambassadören James Spens (1571–1632) och Agnes Durie.